# 荷花村
荷花村是浙江省舟山市普陀区六横岛上的一个行政村，人口1000，村长史国夫，以农业为主。以史家、郑家、刘家、王家四大家族为主。